# Rijksbeschermd gezicht Assen - Brink
Gezicht Assen - Brink is een van rijkswege beschermd stadsgezicht in Assen in de Nederlandse provincie Drenthe. De procedure voor aanwijzing werd gestart op 17 november 1965. Het gebied werd op 5 november 1969 definitief aangewezen. Het beschermd gezicht beslaat een oppervlakte van 11,7 hectare.
Panden die binnen een beschermd gezicht vallen krijgen niet automatisch de status van beschermd monument. Wel zal de gemeente het bestemmingsplan aanpassen om nieuwe ontwikkelingen in het gebied te reguleren. De gezichtsbescherming richt zich op de stedenbouwkundige en cultuurhistorische waardering van een gebied en wil het toekomstig functioneren daarvan veiligstellen.